# 순천이수초등학교
순천이수초등학교는 대한민국 전라남도 순천시에 있는 공립 초등학교이다.

## 학교 연혁
- 1992년 3월 22일: 개교

## 학교 상징
- 교화 - 장미꽃 : 정열, 사랑, 생명력
- 교목 - 동백나무 : 청렴, 정조, 겸손
- 교색 - 청색 : 무한, 이상, 영원

## 참고 자료
- 순천이수초등학교 - 한국교육학술정보원 학교알리미